# 吉田裕史
吉田 裕史（よしだ ひろふみ、1968年10月12日 - ）は、日本の指揮者。元東邦音楽大学特任教授、大学院講師。

## 来歴
北海道常呂郡出生、千葉県船橋市出身。千葉県立国府台高等学校卒業。東京音楽大学指揮科卒業後、同研究科修了。指揮を汐澤安彦、広上淳一、津田雄二郎より学び、ピアノを岡藤由希子、コントラバスを小野崎充、音楽理論を有馬礼子、糀場冨美子から学んだ。また、1994年、1995年には、ウィーン国立音楽大学夏期マスタークラスでハンス・グラーフ、ユリウス・カールマーに師事し、ディプロマを取得。
国内では、東京フィルハーモニー、東京交響楽団、読売日本交響楽団、新日本フィルハーモニー、ニューフィルハーモニーオーケストラ千葉、紀尾井シンフォニエッタ東京などのオーケストラを指揮。日生劇場、水戸芸術館、府中市民オペラ、船橋市民オペラなどで指揮者・副指揮者を務め、現在、市川オペラ振興会の音楽監督を務める。
海外では、マントヴァ歌劇場、ローマ歌劇場、パレルモ・マッシモ歌劇場、ジェノヴァ・カルロ・フェリーチェ歌劇場管弦楽団、ナポリ・サンカルロ歌劇場管弦楽団、トリエステ・ヴェルディ歌劇場、モデナ・パヴァロッティ歌劇場、ベルガモ・ドニゼッティ歌劇場、ルッカ・ジーリオ歌劇場、キエーティ・マッルチーノ歌劇場、メッシーナ・ヴィットーリオ・エマヌエーレ歌劇場、ラトビア国立歌劇場、クルジュ・ナポカ歌劇場、カイロ歌劇場、パリ・コンセール・ラムルー管弦楽団、ハンガリー・ブダペスト管弦楽団、ルーマニア・トランシルヴァニア交響楽団、香港シンフォニエッタ、ウィーン・プロアルテオーケストラ、カダケス・フェスティバルオーケストラなどを指揮。
1999年から、文化庁派遣芸術家在外研修員として、マンハイム国立歌劇場、マルメ歌劇場（スウェーデン）において研修の後、バイエルン国立歌劇場にて準・メルクルのアシスタントとしてオペラに携わる。
2002年、五島記念文化賞オペラ新人賞を受賞し、ヨーロッパにおける拠点をミュンヘンからローマへ移す。翌年には、ローム・ミュージック・ファンデーションより音楽在外研究生に選出される。
2007年には、ローマ歌劇場、カラカラ野外劇場にて、『道化師』、『ロミオとジュリエット』を指揮した。同年8月9日付共同通信の配信記事は、「イタリア有数の格式を誇るローマ歌劇場主催の舞台で8日夜、日本人指揮者として初めて吉田裕史氏（38）がタクトを振った。」「ローマ歌劇場、イタリア各地での公演のほか、今年6月にはエジプト・カイロ歌劇場に日本人指揮者として初めて立つなど国境をこえて活躍している。この日の演目はプロコフィエフのバレエ「ロミオとジュリエット」と、男女関係のもつれを描いたレオンカヴァッロの歌劇「道化師」。「ロミオ」は繊細に、「道化師」は感情豊かに、それぞれを表現し切ったオーケストラは、耳の肥えたローマの客を満足させた。」と報じている。
2010年1月より、イタリア、ロンバルディア州、マントヴァ歌劇場音楽監督に就任した。2010年7月、長い歴史を誇るプッチーニ音楽祭（トッレ・デル・ラーゴ）にて、日本人として初めてプッチーニの作品を指揮した。
2014年にさわかみオペラ芸術振興財団の芸術監督に就任。
2014年よりボローニャ歌劇場フィルハーモニー芸術監督に就任。2015年9月17日から19日には同オーケストラを率いて姫路城で2015日伊国際共同制作オペラ「道化師」の公演が行われた。
2015年から2016年までボローニャ市立劇場の首席客演指揮者を務めた
2016年、平城宮跡において『トゥーランドット』、2017年、熊本城において『椿姫』、2018年、名古屋城において『トスカ』を指揮。
2018年、再度、プッチーニ音楽祭に招かれ「蝶々夫人」を指揮。スタンディングオベーションによって喝采を浴びる。名古屋城天守閣前において手兵ボローニャフィルハーモニーを率い「トスカ」を指揮。
2019年、３度目の登場となるプッチーニ音楽祭において同音楽祭で３作品目となる「トスカ」を指揮し、再びスタンディングオベーションを浴びる。
ボローニャ歌劇場フィルハーモニーとの契約（芸術監督職）を延長。
2020年、カターニャ歌劇場にデビュー。ボローニャ歌劇場フィルハーモニー首席指揮者に就任。芸術監督職との兼任。
2021年、ウクライナ国立オデッサ歌劇場首席客演指揮者に就任。イタリアオペラを担当。
2022年、モデナ・パヴァロッティ・フレーニ歌劇場フィルハーモニー音楽監督に就任。
2023年、モデナ大聖堂（世界遺産）において、同市の守護聖人（サン・ジェミニアーノ）記念コンサートを指揮。モデナ歌劇場フィルハーモニーを率い、法隆寺で「トロヴァトーレ」を指揮。

## 受賞歴
- 2001年、マゼール／ヴィラー国際指揮者コンクールアジア予選で代表に選出。
- 2002年、五島記念文化賞・オペラ新人賞受賞。
- 2003年、ローム・ミュージックファンデーション音楽特別在外研究生。
- 2005年、第1回バルトーク国際オペラ指揮者コンクール第3位入賞。
- 2009年、APA（ASIA PACIFIC ARTS）による "Best of 2009: Behind the Scenes"（アジア人芸術家のベスト10）の一人に選出。
- 2013年、イタリア、ネットゥーノ市より Il Premio Internazionale "Enrico Caruso" （エンリコ・カルーソー賞）を受賞。
- 2022年、イタリア、ジャコモ・カサノヴァ財団より ”プッチーニ作品のスペシャリスト” として Giacomo Casanova Castello di Spessa賞を受賞。
- 2023年、イタリア、モデナ市より同市への文化的貢献と音楽監督としての実績に対し特別賞 "La Secchia Rapita" を授与される。

## 主な指揮作品
- 『オルフェオ』（1607年）
- 『薔薇の庭園』（1697年）
- 『奥様女中』（1733年）
- 『音楽の先生』（1746年）
- 『ドン・キホーテ』（1746年）
- 『フィガロの結婚』（1786年）
- 『ドン・ジョヴァンニ』（1787年）
- 『コジ・ファン・トゥッテ』（1790年）
- 『魔笛』（1791年）
- 『夢遊病の女』（1831年）
- 『愛の妙薬』（1832年）
- 『ドン・パスクアーレ』（1843年）
- 『リゴレット』（1851年）
- 『トロヴァトーレ』（1853年）
- 『椿姫』（1853年）
- 『ドン・カルロ』（1867年）
- 『アイーダ』（1871年）
- 『カルメン』（1875年）
- 『ペンザンスの海賊』（1879年）
- 『妖精ヴィッリ』（1884年）
- 『エドガール』（1889年）（日本初演）
- 『カヴァレリア・ルスティカーナ』（1890年）
- 『道化師』（1892年）
- 『ヘンゼルとグレーテル』（1893年）
- 『ラ・ボエーム』（1896年）
- 『フェドーラ』（1898年）（日本人による日本初演）
- 『トスカ』（1900年）
- 『蝶々夫人』（1904年）
- 『つばめ』（1917年）
- 『ジャンニ・スキッキ』（1918年）
- 『修道女アンジェリカ』（1918年）
- 『ペドロ親方の人形芝居』（1923年）
- 『トゥーランドット』（1926年）
- 『源氏物語』（1999年）（日本語版抜粋による日本初演）